# Methone (satelit)
Methone /me'to.ne/ este un satelit mic, în formă de ou, al lui Saturn, care orbitează după sistemul de inele al lui Saturn, între orbitele lui Mimas și Enceladus. A fost descoperit în 2004, deși abia în 2012 a fost fotografiat în detaliu de sonda spațială Cassini.

## Istorie

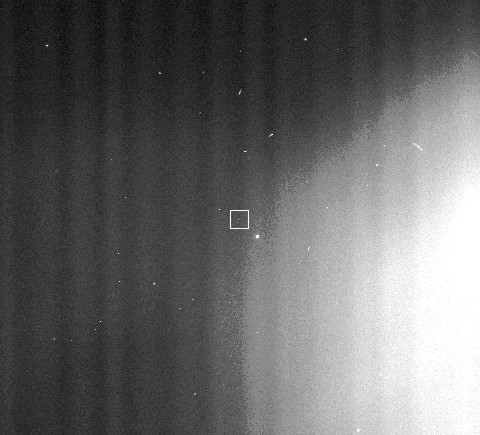
Imaginea de descoperire a lui Methone de pe 1 iunie 2004

Methone a fost descoperit pentru prima dată de Cassini Imaging Team    și a primit denumirea temporară S/2004 S 1. Methone mai este numit și Saturn XXXII (32). Sonda spațială Cassini a efectuat două vizite a lui Methone, iar cea mai mare apropiere a fost făcută pe 20 mai 2012, la o distanță minimă de 1.900 kilometri (1.181 mi) distanță.
Numele Methone a fost aprobat de Working Group on Planetary System Nomenclature al IAU pe 21 ianuarie 2005.  A fost ratificat la Adunarea Generală a IAU în 2006. Methone (greacă Μεθώνη ) a fost una dintre Alkyonide, cele șapte fiice frumoase ale gigantului Alkyoneus.

## Orbită
Orbita lui Methone este perturbată de o rezonanță de 14:15 cu Mimas care este mult mai mare. Acest lucru face ca elementele sale orbitale osculatoare să varieze cu o amplitudine de aproximativ 20 kilometri (12 mi) în semiaxa mare și 5° în longitudinea periapsidei sale pe o perioadă de timp de aproximativ 450 de zile. De asemenea, excentricitatea sa variază, deși pe perioade de timp diferite, între 0,0011 și 0,0037, iar înclinația sa între aproximativ 0,003° și 0,020°. 

## Caracteristici fizice
În mai 2012, sonda spațială Cassini a făcut primele fotografii de aproape cu Methone, dezvăluind un satelit remarcabil de neted, dar nesferic.  Ceilalți sateliți minori încorporați în arce, Pallene și Aegaeon, sunt considerați a fi similari. 
Netezimea lui Methone și potrivirile elipsoidale excelente sugerează că a dezvoltat o suprafață echipotențială și, astfel, poate fi compus în mare parte dintr-un puf de gheață, un material care ar putea fi suficient de mobil pentru a explica lipsa de cratere a satelitului minor. Această proprietate materială face ca Methone să ia forma unui elipsoid triaxial, un tip de elipsoid în care toate cele 3 axe principale sunt de lungimi diferite. Aceste diferențe reflectă echilibrul dintre forțele mareice exercitate de Saturn și forțele centrifuge din propria rotație a satelitului, precum și forța gravitațională proprie a satelitului. 
Cea mai lungă axă a lui Methone este îndreptată către Saturn și este de 1,6 ori mai lungă decât axa sa polară. Această alungire este cauzată de forțele mareice, în timp ce alungirea axei sale de lungime intermediară (1,07x lungimea axei polare) este cauzată de forța centrifugă a rotației lui Methone. 
Regolitul de densitate scăzută al lui Methone poate răspunde la impacturi într-un mod care îi netezește suprafața mai rapid decât pe sateliții minori rigizi, cum ar fi Janus sau Epimetheus. Mișcarea regolitului poate fi facilitată și de procese mai „exotice”, cum ar fi efectele electrostatice. 
Methone are două regiuni albedo bine definite, cu albedo-uri de 0,61±0,06 și 0,7±0,03. Cea mai întunecată dintre aceste regiuni este centrată pe partea anterioară a lui Methone, reminescent cu anomaliile termice de pe emisferele anterioare ale lui Mimas și Tethys,  și s-a sugerat că expunerea crescută la electronii din magnetosfera lui Saturn este responsabilă. Cu toate acestea, în acele exemple, anomaliile termice coincid cu o colorare distinctă UV/IR, care în cazul lui Methone este fie foarte slabă, fie nedetectabilă.  Astfel, o diferență fizică, mai degrabă decât compozițională, poate fi responsabilă. Posibilitățile includ variații ale mărimii granulelor de regolit, compactării sau microstructurii ale particulelor. 
Presupunând că Methone este în echilibru hidrostatic, adică că forma sa alungită reflectă pur și simplu echilibrul dintre forța mareică exercitată de Saturn și gravitația lui Methone, densitatea sa poate fi estimată: 0.31+0.05
−0.03 g/cm3, printre cele mai mici valori ale densității obținute sau deduse pentru un corp din Sistemul Solar.  

## Relația cu inelele lui Saturn
Se crede că materialul aruncat de Methone de impacturi cu micrometeoroizilor este sursa Arcului de Inel Methone, un inel parțial, slab, în jurul lui Saturn, coorbital cu Methone, care a fost descoperit în septembrie 2006.  